# Staroje Szygalejewo
Staroje Szygalejewo (ros. Старое Шигалеево) – wieś (sieło) w Rosji, w Tatarstanie, w rejonie piestrieczyńskim. W 2010 liczyła 893 mieszkańców.